# El largo viaje de Nahuel Pan
 El largo viaje de Nahuel Pan es una película de Argentina filmada en colores dirigida por Jorge Zuhair Jury sobre su propio guion que se estrenó el 26 de junio de 1995 y que tuvo como actores principales a José Cantero, Alberto Segado, Fabián Gianola y Juan Carlos Ridell.

## Sinopsis
Un joven mapuche viaja a Buenos Aires para plantear a las autoridades los problemas de su comunidad.

## Reparto
Intervinieron en la película los siguientes intérpretes:
- José Cantero
- Alberto Segado
- Fabián Gianola
- Juan Carlos Ridell
- Mario Galvano
- Martín Andrade
- Josué Ángel Giunta
- Néstor Zacco
- Carlos Gamallo
- Ernesto Claudio
- Eduardo Cutuli

## Comentarios
Adolfo C. Martínez en La Nación opinó:

«Zuhair Jury comprendió a esas criaturas sin esperanzas y lanzó un grito de alerta. Esta intención... atempera en parte un guion que. por momentos, requería un mayor rigor en su concepción.»

El director Zuhair Jury declaró en Clarín del 2 de agosto de 1994:

«Hay que ser cuidadosos con el tema. Tomar el mundo, la cosmovisión de una raza. Porque pueden existir errores de distorsión por más buena voluntad que exista...ahora es urgente protegerlos, devolverles la dignidad que siempre tuvieron.»